# Charles Augustus Strong
Charles Augustus Strong ameriški filozof in psiholog, * 28. november 1862, Haverhill, Massachusetts, Združene države Amerike, † 23. januar 1940, Fiesole, Italija.
Del svoje kariere je preživel kot profesor v ZDA, po ženini smrti pa se je leta 1906 s hčerko naselil v Italiji blizu Firenc. Med letoma 1918 in 1936 je tam napisal večino svojih del.
Charles Augustus Strong se je rodil v ZDA 28. novembra 1862 v Haverhillu, v zvezni državi Massachusetts. Bil je najstarejši sin Augustusa Hopkinsa Stronga.
Leta 1865 je njegov oče družino preselil v Cleveland, Ohio, kjer so se seznanili z družino Johna D. Rockefellerja. Strong se je v mladosti izobraževal v teološkem semenišču, kjer je bil njegov oče predstojnik. Študiral je v višjih razredih na akademiji Phillips Exeter v Exeterju, ki se nahaja v zvezni državi New Hampshire. Strong se je tam učil latinščine in grščine ter urejal šolski časopis. Julija 1881 je odpotoval v Nemčijo, koder je študiral na gimnaziji v Güterslohu.
Leta 1883 se je vrnil v Ameriko in se vpisal na Univerzo v Rochesterju, kjer je tudi doktoriral. Leta 1885 je drugič diplomiral na Harvardu. Tam je bil pod vplivom filozofa in psihologa Williama Jamesa in postal prijatelj z Georgeom Santayano; skupaj sta ustanovila harvardski filozofski klub.
Od leta 1885 do 1886 se je vrnil v teološko semenišče v Rochesterju, ki ga je njegov oče še vedno vodil. Nato pa si je skupaj z Georgeom Santayano razdelil štipendijo, s katero sta se odpravila na študij v Berlin. Strong se je po mnogih oklevanjih odvrnil od duhovniškega poklica. V Berlinu je študiral psihologijo, filozofijo in fiziologijo pri profesorjih Carlu Stumpfu in Friedrichu Paulsenu.

## Kariera
Po vrnitvi v Ameriko je Strong honorarno delal kot inštruktor filozofije na Univerzi Cornell. Leta 1889 je odšel v Pariz, Freiburg in Berlin. Leta 1890 je Strong postal docent na Univerzi Clark. Leta 1892 je bil imenovan za izrednega profesorja psihologije na Univerzi v Chicagu. Prve psihološke laboratorije v Chicagu leta 1893 je ustanovil prav Strong.
Nato se je preselil na Univerzo Columbia, kjer je do leta 1910 predaval psihologijo. Leta 1903 je napisal svoje prvo delo Why the Mind Has a Body.

## Filozofija
V The Origin of Consciousness (1918) je Strong zagovarjal obliko panpsihizma. Knjiga je razširila teorijo Williama Kingdona Clifforda o umskih stvareh (angl. mind-stuff). Filozof David Skrbina je opozoril, da "Strong izstopa kot eden bolj doslednih in odprtih zagovornikov panpsihizma v prvem delu stoletja."  

## Objave
- Why the Mind Has a Body (1903)
- The Origin of Consciousness (1918)
- Essays in Critical Realism (1920)
- The Wisdom of the Beasts (1921)
- A Theory of Knowledge (1923)
- Essays on the Natural Origin of the Mind (1930)
- A Creed for Sceptics (1936)